# Федермесер култура
Федермесер култура је археолошка палеолитска култура која се простирала на територији средње Европе у периоду између 9.800 и 8.800. године п. н. е. у позном Магдаленијену. Карактеристично оруђе ове културе је са лучниом стрмо ретушираном хрптом. Врх шиљка је закривљен ка неретушираној ивици.